# Ilhéus das Cabras
Die Ilhéus das Cabras (deutsch Ziegeninseln) sind zwei unbewohnte Inseln in Form einer Doppelinsel, die Reste eines erloschenen Kraters im Atlantik. Sie liegen gut 1000 Meter vor der Südostküste der Insel Terceira, der drittgrößten Insel der zu Portugal gehörenden Azoren.
Die früher von Schaf- und Ziegenhirten genutzte bis zu 147 m hohe Doppelinsel liegt südöstlich der Stadt Angra do Heroísmo. Sie gehört zur Freguesia Porto Judeu und befindet sich in Privatbesitz. Die Ilhéus das Cabras sind Teil des Parque Natural da Terceira (Naturpark Terceira). BirdLife International weist sie als Important Bird Area PT081 aus.  Unter anderen findet man hier Gelbschnabel-Sturmtaucher, Fluss-Seeschwalben, Rosenseeschwalben Felsentauben und Regenbrachvögel.